# 旷昭
旷昭（？—？），字淑侯、伯余，四川遂宁人，明朝政治人物，举人出身。

## 簡歷
明朝万历四十六年（1618年）举人，历任天长教谕、国子监学录博士、户部主事，在榆林督粮，起复甘州道台，改滁州新设兵道，后升江西巡抚。护养旋里，以其兵守护遂宁县城，城赖以完。赴江西任巡抚时，清兵南下，旷昭退屯万安，城被破时被执，不屈而死。乾隆四十一年（1776年），赐谥节愍。民国本《遂宁县志》有传。明代遂宁有“席、黄、吕、旷”四大家族，旷氏以巡抚旷昭为代表，均遐迩闻名。